# Maria Emhart
Maria Emhart (* 27. Mai 1901 in Pyhra, Österreich-Ungarn; † 9. Oktober 1981 in Bischofshofen) war eine österreichische Widerstandskämpferin und Politikerin (SPÖ).

## Leben
Maria Emhart wuchs in einer Barackensiedlung in Pyhra, Bezirk St. Pölten, als ältestes von fünf Kindern der Landarbeiterin Marie Raps (geborene Kreutzner, 1883–1932) und des Eisenbahners Johann Raps auf.
Mit 17 Jahren trat sie in die Sozialdemokratische Partei ein, für die sie sich ihr Leben lang engagieren sollte. Im Alter von 20 heiratete Maria Emhart den Eisenbahner Karl Emhart. Trotz der Scheidung, zu der Karl Emhart 1936 im „christlichen Ständestaat“ gezwungen war, um seine Arbeit bei der Bundesbahn nicht zu verlieren, blieben sie bis zu Karl Emharts Tod im Jahr 1965 zusammen.
Maria Emharts politische Aktivität begann als Betriebsrätin. Am 9. Mai 1932 wurde sie bei der letzten Gemeinderatswahl in der Ersten Republik in den Gemeinderat von St. Pölten gewählt. Im Februar 1934 beteiligte sie sich in führender Funktion an den Februarkämpfen, wurde dafür verhaftet und musste befürchten, gehängt zu werden, da noch das Standrecht galt. Nach 17 Wochen wurde sie jedoch wegen Beweismangels freigesprochen.
Nach der Verhaftung ihrer Freundin Rosa Jochmann im August 1934 übernahm Maria Emhart unter dem Decknamen Grete Meyer deren führende Position bei den nach dem Verbot der Sozialdemokratischen Partei im Untergrund agierenden Revolutionären Sozialisten, wurde jedoch nach der Brünner Reichskonferenz verraten und erneut verhaftet. Zusammen mit Karl Hans Sailer stand sie zwischen dem 16. und 24. März 1936 mit später prominent gewordenen Genossen wie Bruno Kreisky, Franz Jonas, Otto Probst und Anton Proksch als zweite Hauptangeklagte im „Großen Sozialistenprozess“ vor Gericht. Aus diesem Prozess stammt das Zitat „Ja, ich bin begeisterte Sozialistin“. Die zu Beginn des Prozesses verlangte Todesstrafe konnte wegen schwacher Belastungszeugen nicht durchgesetzt werden. Maria Emhart wurde stattdessen zu 18 Monaten Kerker verurteilt, kam aber bei der Amnestie im Juli 1936 frei.
Nachdem ihr die Arbeit in der Gemeindepolitik in Bischofshofen nach Kriegsende von einem amerikanischen Offizier verweigert worden war, trat sie am 11. Mai 1945 als einziges weibliches Mitglied der Salzburger Landesparteileitung der SPÖ bei und wurde am 25. November 1945, ebenfalls als einzige Frau, in den Salzburger Landtag gewählt.
Als erste Frau in Österreich wurde Maria Emhart am 18. April 1946 in Bischofshofen zur Vizebürgermeisterin gewählt und behielt dieses Amt die nächsten 20 Jahre. Ab dem 18. März 1953 saß sie für die nächsten zwölf Jahre im Nationalrat und arbeitete dort zunächst im Landesverteidigungs- und Rechnungshofausschuss, später im Justiz- und Verkehrsausschuss. Wegen einer schweren Erkrankung ihres Mannes schied sie Anfang 1965 aus dem Nationalrat aus. Ihr Mann starb drei Monate später.
Maria Emhart starb am 9. Oktober 1981 in Bischofshofen.

## Ehrungen
- 1977 erhielt Maria Emhart das Ehrenzeichen für Verdienste um die Befreiung Österreichs[6]
- Im Jahr 2018 wurde in Wien-Donaustadt (22. Bezirk) der Maria-Emhart-Weg nach ihr benannt.
- In der niederösterreichischen Landeshauptstadt St. Pölten gibt es eine Maria Emhart-Straße.
- Seit 1988 gibt es in Bischofshofen den nach ihr benannten Maria-Emhart-Platz.
- 2023 wurde der 55. Lehrgang der Wiener Parteischule nach Maria Emhart benannt.[7]